# Megachile dentitarsus
Megachile dentitarsus är en biart som beskrevs av Percy Sladen 1919. Megachile dentitarsus ingår i släktet tapetserarbin, och familjen buksamlarbin. Inga underarter finns listade i Catalogue of Life.